# Safari
Safari là trình duyệt web đồ họa mã nguồn mở một phần dựa trên WebKit do Apple phát triển. Nó xuất hiện lần đầu tiên như một phần của Mac OS X Panther trên Mac vào năm 2003; sau đó, một phiên bản di động đã được giới thiệu như một phần của iPhone OS 1 trên iPhone và iPod touch vào năm 2007. Trình duyệt này hiện được hỗ trợ trên macOS, iOS và iPadOS. Safari từng có phiên bản Windows từ năm 2007 đến năm 2012.
Trình duyệt này nằm trong số nhiều trình duyệt đồ họa chạy Duyệt web an toàn của Google. Trình chặn cửa sổ bật lên được bật với Safari theo mặc định; cũng có một phần mở rộng trình chặn Javascript tùy chọn có thể chuyển đổi thông qua tùy chọn hệ thống. Dữ liệu thu thập từ Safari được lưu trữ bên ngoài trên nền tảng đồng bộ hóa mặc định của hệ thống có tên là iCloud, chứ không phải trên chính trình duyệt. Công cụ tìm kiếm mặc định là Google, công cụ tìm kiếm tùy chọn khác bao gồm Bing, Yahoo và DuckDuckGo. Vào năm 2005, mã nguồn Safari được Apple cho truy cập công khai, trước đó chỉ có các thư viện WebCore và JavaScript Core của nó là có thể truy cập công khai, mặc dù nó chứa các thành phần độc quyền.
Safari 14, phát hành vào ngày 12 tháng 11 năm 2020, là phiên bản mới nhất dành cho Mac như một phần của macOS Big Sur. Apple tuyên bố rằng nó nhanh hơn tới 50% so với Google Chrome trong khi tiêu thụ ít pin hơn so với các trình duyệt web tiêu chuẩn khác. Phiên bản mới nhất cho iOS được phát hành vào ngày 16 tháng 9 năm 2020, chạy iOS 14. Tương tự như phiên bản dành cho máy tính để bàn, phiên bản dành cho thiết bị di động cũng nhanh hơn gấp 2 lần so với Google Chrome.
Tính đến tháng 4 năm 2021, Safari được xếp hạng là trình duyệt web phổ biến thứ hai sau Chrome, với thị phần 19,40% trên toàn thế giới  và 38,57% ở Mỹ.

## Lịch sử phát triển
Trước năm 1997, máy tính Macintosh của Apple được xuất xưởng độc quyền với trình duyệt web Netscape Navigator và Cyberdog. Internet Explorer cho Mac sau đó được giới thiệu là trình duyệt web mặc định kể từ Mac OS 8.1 như một phần của thỏa thuận 5 năm giữa Apple và đối thủ của nó, Microsoft. Trong thời gian đó, Microsoft đã công bố ba phiên bản chính của Internet Explorer cho Mac được Mac OS 8 và Mac OS 9 sử dụng, mặc dù Apple vẫn tiếp tục hỗ trợ Netscape Navigator như một giải pháp thay thế. Cuối cùng, Microsoft đã phát hành phiên bản Mac OS X của Internet Explorer dành cho Mac, được đóng gói làm trình duyệt mặc định trong tất cả các bản phát hành Mac OS X từ Mac OS X DP4  đến Mac OS X v10.2.
Trước khi cái tên Safari được sử dụng, một vài cái tên khác đã được dùng, bao gồm cả 'Freedom'. Trong hơn một năm nội bộ, trình duyệt này được biết đến rộng rãi với cái tên 'Alexander'; tên đó đã được sử dụng như một chuỗi trong mã và tài nguyên. Nhóm phát triển của Apple cũng tình cờ gọi nó là 'iBrowse' trước khi Safari là tên được chọn.

### Safari 1
Vào ngày 7 tháng 1 năm 2003, tại Macworld San Francisco, Steve Jobs thông báo rằng Apple đã phát triển trình duyệt web của riêng mình, được gọi là Safari. Nó dựa trên bản fork nội bộ của công cụ kết xuất KHTML của Apple, được gọi là WebKit. Công ty đã phát hành phiên bản beta đầu tiên, dành riêng cho Mac OS X. Cuối ngày hôm đó, một số phiên bản beta chính thức và không chính thức tiếp nối cho đến khi phiên bản 1.0 được phát hành vào ngày 23 tháng 6 năm 2003.
Trên Mac OS X v10.3, Safari được cài đặt sẵn làm trình duyệt mặc định của hệ thống, thay vì yêu cầu tải xuống riêng biệt, như trường hợp của các phiên bản Mac OS X trước đó. Sản phẩm tiền nhiệm của Safari, Internet Explorer cho Mac, đã được đưa vào phiên bản 10.3 như một giải pháp thay thế.

### Safari 2
Vào tháng 4 năm 2005, Dave Hyatt, một nhà phát triển Safari, đã sửa một số lỗi trong Safari, nhờ đó nó có thể vượt qua bài kiểm tra Acid2 do Dự án Tiêu chuẩn Web phát triển. Vào ngày 27 tháng 4 năm 2005, anh thông báo rằng phiên bản Safari phát triển của anh hiện đã vượt qua bài kiểm tra, trở thành trình duyệt web đầu tiên làm được điều này.
Safari 2.0 được phát hành vào ngày 29 tháng 4 năm 2005, là trình duyệt web duy nhất được Mac OS X 10.4 cung cấp mặc định. Apple chào hàng phiên bản này vì nó có khả năng chạy tốc độ tăng gấp 1,8 lần so với phiên bản 1.2.4, nhưng nó chưa có các bản sửa lỗi Acid2. Những thay đổi lớn này ban đầu không có sẵn cho người dùng cuối trừ khi họ cài đặt và biên dịch mã nguồn WebKit hoặc chạy một trong những bản dựng tự động hàng đêm có sẵn tại OpenDarwin.org. Apple cuối cùng đã phát hành phiên bản 2.0.2 của Safari, bao gồm các sửa đổi cần thiết để vượt qua Acid2, vào ngày 31 tháng 10 năm 2005.
Vào tháng 6 năm 2005, sau một số lời chỉ trích từ các nhà phát triển KHTML về việc thiếu quyền truy cập để thay đổi nhật ký, Apple đã chuyển mã nguồn phát triển và theo dõi lỗi của WebCore và JavaScriptCore sang OpenDarwin.org. Bản thân WebKit cũng được phát hành dưới dạng mã nguồn mở. Mã nguồn dành cho các khía cạnh không kết xuất của trình duyệt, chẳng hạn như các thành phần GUI của nó và phần độc quyền còn lại.

### Safari 3
Trên 09 /1/2007, tại Macworld SF, Jobs đã công bố iPhone của Apple, mà sẽ sử dụng một phiên bản di động của trình duyệt Safari.
Tới 11/6/2007, tại Hội nghị phát triển Toàn cầu của Apple, Jobs đã công bố Safari 3 dành cho Mac OS X v10.5, Windows XP và Windows Vista. Trong thông báo, ông chạy một điểm chuẩn dựa trên iBench bộ kiểm tra trình duyệt so sánh các trình duyệt phổ biến nhất của Windows, do đó tuyên bố rằng Safari là trình duyệt nhanh nhất. Sau đó kiểm tra của bên thứ ba về thời gian tải HTTP sẽ ủng hộ tuyên bố của Apple Safari 3 đã thực sự là trình duyệt nhanh nhất trên nền tảng Windows về dữ liệu ban đầu tải qua Internet, mặc dù nó đã được tìm thấy là chỉ nhanh hơn không đáng kể so với Internet Explorer 7 và Mozilla Firefox khi tải nội dung tĩnh từ bộ nhớ cache của địa phương.
Phiên bản Safari 3 beta đầu tiên cho Windows, được phát hành vào cùng ngày với thông báo của mình tại WWDC 2007, đã có một số lỗi được biết đến. Để giải quyết các lỗi này, sau đó Apple đã đưa ra những sửa chữa ba ngày sau đó vào ngày 14/6/2007, trong phiên bản 3.0.1 cho Windows. Ngày 22/6/2007, Apple phát hành Safari 3.0.2 khắc phục một số lỗi về vấn đề hiệu suất và các vấn đề bảo mật khác. Safari 3.0.2 cho Windows xử lý một số phông chữ bị thiếu trong trình duyệt nhưng đã được cài đặt trên các máy tính Windows, chẳng hạn như Tahoma, Trebuchet MS.
IPhone được chính thức phát hành vào ngày 29 tháng 6 năm 2007. Nó bao gồm một phiên bản Safari dựa trên công cụ rendering cùng WebKit như phiên bản máy tính để bàn, nhưng với một tính năng sửa đổi thiết lập phù hợp hơn cho một thiết bị di động. Số phiên bản của Safari như báo cáo trong chuỗi tác nhân người dùng của nó là 3.0, phù hợp với các phiên bản máy tính để bàn hiện đại của Safari.
Phát hành bản beta đầu tiên của trình duyệt Safari cho Windows, Safari 3.1, được tải về miễn phí từ 18/3/2008. Trong 6/2008, Apple phát hành phiên bản 3.1.2, giải quyết một số lỗ hổng bảo mật trong các phiên bản Windows, nơi truy cập vào một trang web độc hại có thể buộc phải tải về các tập tin thực thi và thực hiện chúng trên máy tính để bàn của người dùng.
Safari 3.2, phát hành vào ngày 13/11/2008, giới thiệu các tính năng chống lừa đảo và mở rộng hỗ trợ Giấy chứng nhận xác thực. Phiên bản cuối cùng của Safari 3 là 3.2.3, phát hành vào ngày 12/5/2009.

### Safari 4
Ngày 02/6/2008, nhóm nghiên cứu phát triển WebKit công bố SquirrelFish, một công cụ JavaScript mới nhầm cải thiện tốc độ của Safari. Đây là một trong những tính năng mới trong Safari 4, JavaScript mới nhanh chóng phát triển thành cực SquirrelFish, tính năng thậm chí còn cải thiện hơn nữa hiệu suất hơn SquirrelFish, và cuối cùng đã được bán trên thị trường như Nitro. Một phiên bản Safari 4 đã được phát hành vào ngày 24/2/2009, với các tính năng mới như các công cụ trang web hàng đầu (tương tự như tốc độ Dialfeature Opera), Cover Flow, một tính năng của Mac OS X và iTunes, cũng được thực hiện trong Safari. Trong các phiên bản beta, các tab được đặt trên thanh tiêu đề của cửa sổ, tương tự như Google Chrome. Thanh tab đã được chuyển trở lại vị trí ban đầu của nó bên dưới thanh địa chỉ URL, trong phiên bản cuối cùng. Các phiên bản Windows thông qua một chủ đề Windows bản địa, chứ không phải là giao diện Mac OS X - phong cách làm việc trước đây. Ngoài ra Apple loại bỏ các thanh tiến trình màu xanh nằm trong thanh địa chỉ (sau này phục hồi trong Safari 5). Safari 4.0.1 đã được phát hành cho Mac vào ngày 17. Safari 4 trong Mac OS X v10.6 " Snow Leopard " đã hỗ trợ 64-bit, có thể làm cho JavaScript tải lên nhanh hơn 50 % Safari 4.0.4, phát hành vào ngày 11/11/2009 cho cả OS X và Windows, tiếp tục cải thiện hiệu suất JavaScript.
Safari là một trong mười hai trình duyệt cung cấp cho người dùng ở của Microsoft Windows trong năm 2010. Đó là một trong năm trình duyệt chọn lựa đầu tiên cùng với Chrome, Firefox, Internet Explorer và Opera.

### Safari 5
Apple phát hành Safari 5 vào ngày 07/6/2010, có tính năng mới là Safari Reader, một tính năng đọc bài báo trên web (dựa trên công cụ Arc90's Readability), Safari 5 được cải thiện các công cụ phát triển và hỗ trợ hơn một chục công nghệ HTML5 mới, tập trung vào khả năng tương tác. Với Safari 5, các nhà phát triển có thể tạo tùy chỉnh vấn đề bảo mật trên trình duyệt Safari và nâng cao hiệu suất duyệt web. Apple cũng đang tăng thanh tiến trình vào sau thanh địa chỉ trong phiên bản này. Safari 5.0.1 cho phép các phần mở rộng prefpane theo mặc định mà trước đây người dùng phải kích hoạt nó thông qua menu Debug.
Apple cũng phát hành Safari 4.1 đồng thời với Safari 5, dành riêng cho Mac OS X Tiger. Bản cập nhật bao gồm phần lớn các tính năng và cải tiến bảo mật được tìm thấy trong Safari 5.Tuy nhiên, nó không bao gồm Safari Reader hay Safari Extensions. Cùng với Mac OS X 10.7 Lion, Apple phát hành Safari 5.1 cho cả Windows và Mac vào 20/7/2011, với các chức năng mới ' Danh sách đọc và duyệt web nhanh hơn. Apple đồng thời phát hành Safari 5.0.6 cho Mac OS X 10.5 Leopard.

### Safari 6
Safari 6.0 trước đây được biết đến như Safari 5.2 cho đến khi Apple công bố sự thay đổi tại WWDC 2012. Phiên bản ổn định của Safari 6 được công bố cùng với việc phát hành OS X Mountain Lion vào 25/7/2012, và được tích hợp vào trong hệ điều hành. Apple tích hợp nó với Mountain Lion và nó không còn được cho tải về từ trang web của Apple hoặc các nguồn khác.Safari 5 tiếp tục là có cho Windows. 
Vào 11/6/2012, Apple đã phát hành một bản beta của Safari 6.0 với một tính năng gọi là iCloud Tabs, cho phép người dùng " đồng bộ hóa " các tab mở của họ với bất kỳ iOS hoặc các hệ điều hành X thiết bị chạy phần mềm mới nhất. Safari 6 cũng bao gồm tính năng bảo mật mới, bao gồm một " Yêu cầu các trang web không theo dõi tôi ". Safari 6 có Sheets chia sẻ khả năng trong OS X Mountain Lion. Các tùy chọn Bảng Chia sẻ là: Thêm vào danh sách Reading, Add Bookmark, Email cho bạn bè, tin nhắn, Twitter và Facebook. Người dùng có thể thấy các tab với xem trước trang đầy đủ có sẵn.

### Safari 7
Được công bố tại Hội nghị phát triển Toàn cầu của Apple (WWDC) vào ngày 10/6/2013, Safari phát triển phiên bản 7 cải tiến những hiệu suất JavaScript và sử dụng bộ nhớ, cũng như có cái nhìn mới cho Top Sites và thanh Sidebar, và một số tính năng Liên kết chia sẻ. Safari 7 cho OS X Mavericks và Safari 6.1 (cho Lion và Mountain Lion) dự kiến phát hành chung vào cuối năm 2013.